# Code Lyoko
Code Lyoko is een futuristische Franse animatieserie, die gecreëerd werd door Carlo de Boutiny, Thomas Romain en Tania Palumbo.
Code Lyoko is een animatieserie die zowel met conventionele technieken als met computeranimatie geproduceerd werd. De serie werd uitgezonden op de Franse zenders France 3 en Canal J en in Nederland op Jetix. In Vlaanderen zond Ketnet de serie uit van 1 april 2006 tot en met 31 januari 2010. Vervolgens herhaalde 2BE het eerste seizoen van 29 augustus 2011 tot en met 30 augustus 2015.
Code Lyoko handelt rond de invasie van een computervirus XANA op de aarde. Dit virus kan zowel apparaten zoals computers en mobiele telefoons aanvallen als mensen infecteren. Het idee achter de plot is dat, heden ten dage, het grootste gevaar niet meer van de mensheid zelf komt, maar dat het gevaar digitaal is. De serie vertelt de belevenissen van 4 studenten die school volgen op een internaat (genaamd Kadic Academy) en vechten tegen XANA. Het verhaal speelt zich deels af op aarde en deels in een virtuele wereld.

## Verhaal
Xana is een computervirus dat werelddominantie nastreeft en dat controle van een supercomputer heeft overgenomen en waarin de virtuele wereld Lyoko zich afspeelt. XANA valt de wereld aan door het activeren van torens die een verbinding met de aarde vormen. Wanneer een toren geactiveerd is kan XANA binnendringen in apparaten op aarde of mensen infecteren (pas sinds seizoen 2). 4 jongeren op een internaat, Jérémie (de primus op school, vaak aangeduid als Einstein), Odd (studeert niet graag en houdt van horrorverhalen en eten), Yumi (een Japans meisje dat niet op het internaat verblijft en verliefd op Ulrich), Ulrich (verliefd op Yumi), vechten tegen XANA om de wereld te beschermen. Aelita, een meisje dat gevangen zit op Lyoko, helpt hen daarbij en is in staat om torens te deactiveren. Via een soort transmissieëenheid in een ruimte naast de supercomputer in een verlaten fabriek kunnen de jongelui getransporteerd (gevirtualiseerd) worden tussen de aarde en Lyoko. XANA heeft een leger met verschillende monsters klaar staan om hen dat te beletten. Wordt een van hen gedood, dan wordt die terug gedevirtualiseerd naar de aarde.

### Seizoen 1
Seizoen 1 kent een vrij vlakke plot. Meestal is een aflevering zo opgebouwd dat XANA een toren activeert, waarna de jongelui de aanval ontdekken. Ze worden gevirtualiseerd en stoppen de aanval door monsters te doden en Aelita naar de geactiveerde toren brengen om die te deactiveren. Nadien wordt door Jérémie meestal een programma gestart waarmee men terugkeert in de tijd. Tegen het einde van seizoen 1 heeft Jérémie een programma ontwikkeld om Aelita te devirtualiseren, waardoor de supercomputer uitgezet kan worden en XANA verslagen is. XANA slaagt er echter in om Aelita te infecteren tijdens de devirtualisatie, waardoor de supercomputer niet uitgeschakeld kan worden. Als de supercomputer wel uitgaat, dan sterft Aelita.

### Seizoen 2
In de plot van het tweede seizoen zit meer variatie. De serie is realistischer en enkele karakters van enkele personages (zoals Jim en Sissi) veranderen en worden meer uitgespeeld in het verhaal. Aelita leeft op aarde en vanaf de eerste aflevering loopt ze school op het internaat. Ze neemt de naam Aelita Stones aan en wordt voorgesteld als een nicht van Odd. Door het superscanprogramma dat Jérémie ontwikkelde, hoeft Aelita niet meer op Lyoko te verblijven om de activiteiten van XANA gade te slaan. Aelita krijgt visioenen en een man, Franz Hopper, lijkt connecties met Lyoko te hebben. Via zijn dagboek achterhalen de jongelui steeds meer van de ware aard van XANA. Een andere verhaallijn introduceert William Dunbar, die net als Ulrich verliefd is op Yumi.
Jérémie programmeert voertuigen in de virtuele wereld, waarmee Aelita, Odd, Yumi en Ulrich zich veel sneller kunnen verplaatsen. Carthago, een vijfde sector op Lyoko, wordt ontdekt. Een Scyphozoa, die Aelita's geheugen wil stelen, duikt op in het verhaal, alsook drie andere nieuwe monsters. Op het einde van het tweede seizoen wordt duidelijk waarom XANA Aelita's geheugen wil bemachtigen. In de laatste uitzending slaagt XANA daarin, alhoewel Aelita haar geheugen, tezamen met alle herinneringen terugkrijgt met de hulp van Franz Hopper. XANA ontsnapt naar het internet.

### Seizoen 3
Vermits de Scyphozoa het geheugen van Aelita in handen kreeg, kan XANA niet meer gestopt worden door de supercomputer uit te schakelen. Het blijkt dat XANA naar het internet is ontsnapt. Doordat Aelita haar geheugen terug heeft en ze niet meer gebonden is aan de supercomputer, is ze ook een echt mens geworden. Als ze haar levenspunten kwijt is, wordt ze gedevirtualiseerd. Bovendien kan ze in seizoen 3 energiebollen afvuren.
Een van de belangrijke verhaallijnen is dat XANA de kern (of "core") van Lyoko tracht te vernietigen. Lyoko zal daardoor verwijderd worden, zodat de groep geen manier meer kan vinden om op het internet te geraken en dus XANA te stoppen. De groep belet XANA om de core te vernietigen, waarna XANA besluit om de verschillende sectoren te vernietigen. Hierdoor kunnen de vijf vrienden niet meer naar sector 5. XANA doet dit door Aelita te pakken met de Scyphozoa zodat XANA controle over haar heeft en haar in de hoofdtoren van de sector "Code XANA" te activeren waardoor de sector volledig verwijderd wordt. Nadat het XANA gelukt is om de sectoren te vernietigen vindt Jérémie een manier om meteen te virtualiseren in sector 5.
William komt in de groep nadat de verschillende sectoren verwijderd zijn. Op zijn eerste missie op Lyoko wordt hij echter gepakt door de Scyphozoa waardoor William een agent van XANA wordt. Nadat William gepakt wordt door de Scyphozoa schakelt hij eerst de groep uit en vernietigt vervolgens de core van Lyoko. XANA verandert William in een duistere kant van zichzelf.

### Seizoen 4
Nadat Lyoko is vernietigd, lijkt alles verloren maar Jérémie krijgt een e-mail van het internet in codes van Franz Hopper om Lyoko opnieuw te creëren. Aelita en Jérémie werken er dag en nacht aan en kunnen uiteindelijk sector 5 opnieuw creëren. Nadat sector 5 hersteld is, komt William terug uit de scanners, het blijkt dat hij dus niet in de Digitale Zee is gevallen maar later blijkt dat William nog altijd onder de macht van XANA staat en met behulp van William probeert XANA Aelita in de virtuele zee te gooien. In de volgende aflevering blijken alle andere sectoren er ook weer te zijn. In dit seizoen krijgen de Lyoko helden nieuwe pakken en het lukt ook om de scid te creëren, een virtuele onderzeeër waarmee ze in de virtuele zee kunnen. Al snel ontdekken de helden dat XANA over het internet een heleboel replica's heeft gemaakt, kopieën van Lyoko met maar één sector en dus proberen ze om de replica's te vernietigen.
Uiteindelijk lukt het XANA om Aelita in de virtuele zee te gooien, maar dan wordt het duidelijk waarom hij Aelita in de virtuele zee wilde gooien. Het blijkt dat hij Franz Hopper (in virtuele vorm) wou uitlokken en vernietigen, wat echter niet lukt dankzij de groep.
Aan het einde van dit seizoen lukt het Jérémie om een multiagentprogramma te maken om XANA en al de replica's te vernietigen. Het programma moest geactiveerd worden door Aelita in sector 5, maar er was niet genoeg energie om het te activeren. Uiteindelijk komt de virtuele vorm van Franz Hopper. Deze offert zichzelf op en zorgt daardoor dat er genoeg energie is om het programma te activeren.

### Code Lyoko Evolution
Op 30 mei 2011 heeft MoonScoop aangekondigd dat zij nog 26 afleveringen van Code Lyoko zullen produceren in het 5de seizoen genaamd "Code Lyoko Evolution".

## Personages

### Aelita Schaeffer
Aelita "Maya" Schaeffer (Hopper/Stones) is een meisje dat gevangenzat op de virtuele wereld Lyoko. Ze is de jongste van de vijf en ook de meest naïeve. In de tijdslijn van de serie worden haar verschillende achternamen meegegeven. Zo is te zien in de aflevering CODE: Earth hoe Yumi in paniek tegen haar ouders zegt dat Aelita met haar achternaam Lyoko heet Terwijl ze op Kadic Aelita Stones heet, terwijl haar echte achternaam eigenlijk Hopper was. Later ontdekt de groep dat dat niet klopt omdat Hopper enkel een schuilnaam was van haar vader en de achternaam van haar moeder. De echte achternaam van haar vader blijkt later Schaeffer te zijn.
Aelita heeft op Lyoko de gave om de omgeving te veranderen. Zo kan ze bruggen tussen 2 plateaus maken of stukken van plateaus laten verdwijnen. In de aflevering Chost Channel is ook te zien dat ze net als XANA invloed kan hebben op systemen op aarde. Vanaf het derde seizoen kan ze energievelden afvuren. In de serie is ze ook vaak het doelwit van XANA, in seizoen 1 probeert XANA haar te vernietigen. In het 2de seizoen verandert XANA van tactiek en stuurt de Scyphozoa op haar af om haar geheugen te stelen. In seizoen 3 wil XANA haar opnieuw pakken met de Scyphozoa, deze keer om haar onder controle te krijgen en haar de sectoren te laten vernietigen. In het 4de seizoen wil XANA haar in de Digitale Zee gooien met de hulp van William.
Stem: Jannemien Cnossen

### Jérémie Belpois
Jérémie Belpois is het brein van de groep en wordt dan ook vaak Einstein genoemd, vooral door Odd. Hij ontdekte de supercomputer met Aelita, Lyoko en XANA. Hij leidt de groep door Lyoko vanaf de Aarde. Zelf komt hij nooit op Lyoko, hoewel hij wel meermaals is gevirtualiseerd (Chost Channel, Frontier en Mister Pück) is hij nooit gezien in virtuele vorm. Hij heeft er dan ook een hekel aan om naar Lyoko te gaan.
Jérémie wordt geïntroduceerd als lid van Odds en Ulrichs klas maar hij heeft een jaar overgeslagen. Hij is dan ook enorm goed in alle vakken, op gym en Italiaans na. Veel leerkrachten vinden dan ook dat hij naar een school moet gaan voor hoogbegaafde (zoals in Plagued). Hij is de enige die weet hoe de supercomputer moet worden bestuurd (op Aelita en XANA na), al heeft hij wel geprobeerd dit aan Odd, Ulrich en Yumi uit te leggen, iets wat niet echt slaagde.
Stem: Ajolt Elsakkers

### Odd Della Robbia
Odd Della Robbia is een nonchalante en luie student en is nieuw op Kadic. Hij draagt altijd paarse kleren en heeft een hond genaamd Kiwi. Zijn haar steekt altijd omhoog, al was dat niet altijd zo: die stijl nam hij pas aan in XANA Awakens omdat zijn haar er op Lyoko ook zo uitzag. In de aflevering XANA's kiss zegt hij dat hij met alle meisjes uit de 8ste graad heeft gedatet (Aelita en Sissi over het hoofd ziend).
In Lyoko ziet hij er uit als een grote paarse kat. Hij beschikt over een schild om zichzelf en alles wat achter hem is te beschermen en kan met zijn handschoenen laserpijlen afvuren. In het eerste seizoen is hij ook helderziend al verdwijnt dit in de volgende seizoenen. In Triple trouble zegt hij dat hij het niet eerlijk vindt dat hij geen speciale gave heeft vanwege een probleem met de supercomputer een tijd terug. In diezelfde aflevering geeft Jérémie hem ook de gave om zichzelf te teleporteren, maar dat gaat mis waardoor er door de aflevering heen 3 Odds zijn.
Stem: Mitchell van den Dungen Bille

### Ulrich Stern
Ulrich Stern is een stil persoon en heeft geen goede band met zijn ouders, zeker niet met zijn vader. Hij is verliefd op Yumi, waar Sissi jaloers op is want zij is verliefd op Ulrich. Al is hij dus nogal kil over zijn persoonlijke leven, soms kan hij erg medelevend uit de hoek komen, zoals in Killer Music als Odd naar het ziekenhuis wordt afgevoerd. Ook Cold War waarin Yumi onder een boom terechtkomt is hier een voorbeeld van.
Op Lyoko beschikt hij over een zwaard (in seizoen 4 zijn dit er twee). Ook kan hij heel hard lopen en zichzelf vermenigvuldigen naar drie keer dezelfde persoon. In combinatie met zijn kracht om snel te lopen kan hij daarmee monsters in de war brengen om ze vervolgens uit te schakelen. XANA heeft ook de kracht om, indien Ulrich (of alleen zijn lichaam) onder zijn controle is, Ulrichs zwaard speciale krachten te geven zoals het lanceren van een laser (te zien in Nobody in Particular).
Stem: Pepijn Koolen

### Yumi Ishiyama
Yumi Ishiyama is de oudste van de groep en zit een jaar hoger dan de rest. Ze is van Japanse afkomst en is de enige van de groep die niet op Kadic verblijft. Ze is verliefd op Ulrich. Ze draagt altijd zwarte kleren. Op Lyoko is het duidelijk dat haar outfit verwijst naar Japanse tradities. Haar wapens zijn waaiers, die als ze worden geworpen, snel rond hun as draaien en daardoor vlijmscherp worden. Ook is ze telekinetisch: ze kan voorwerpen laten zweven, maar ook mensen.
Stem: Marlies Somers

### William Dunbar
William Dunbar is 15 jaar oud. Zijn eerste optreden is in aflevering New Order, toen hij ingeschreven aan Kadic in de klas van Yumi, nadat ze verdreven van de oude school, hebben de muren van liefdesbrieven gevuld. William is verliefd op Yumi en dit is de natuurlijke vijand van Ulrich, maar toen de twee worden vrienden. Een korte tijd later, de jongen begint te twijfelen Yumi afwezigheid van school en besluit dat hij wil de kwestie op te helderen, die naar het bestaan van Lyoko te ontdekken, maar vergeet alle terug naar het verleden. Alleen in aflevering Double Trouble herinnert hij zich, als in een droom, de ervaring op het dek van de fabriek, als hij streed tegen een elektricien bezeten door XANA, samen met Yumi.
In aflevering Final Round, William toegetreden tot de groep van Lyoko Warriors. Tijdens zijn eerste reis op Lyoko, niet na het advies van Aelita en Jérémie hoorde, voldoet aan de Scyphozoa, die snel neemt bezit van zijn geest, waardoor het goed gaat op de zijkant van XANA. De jongen, hoewel aangestuurd door het virus, heeft nog steeds een zekere mate van onafhankelijkheid en de autonome besluitvorming. Jérémie en vrienden besluiten om een kloon als hem naar zijn verblijf op Lyoko verbergen creëren, hoewel de kopie bewijst gevaarlijk voor hen, omdat er meer tijd kans om hun geheim te onthullen. In aflevering Down to Earth, Jérémie soort de "William Bevrijding Program", dankzij de genomen van de toren waarmee William werd geteleporteerd in Siberië, die hem bevrijdt van het kwaad controlegegevens. William weet hij onder de controle van het virus, maar niets uit deze ervaring onthouden. Na te zijn vrijgelaten, de andere Warriors Lyoko niet langer toestaan hem te worden gevirtualiseerd, omdat ze bang zijn dat XANA weer bezit van hem kunnen krijgen.
Op Lyoko, William draagt een witte jumpsuit. Wanneer wordt het kwaad kleren geworden zwarten, en borst en voorhoofd symbool verschijnt XANA. Zelfs het handvat van het zwaard wordt zwart met het symbool van het virus. Zijn wapen is een zwaard Zweihänder, die in het Duits betekent "te houden met twee handen".
Hij verschijnt opnieuw in Code Lyoko Evolution, waar hij een permanent lid werd van het team op het einde van de aflevering Rivalry.

### XANA
XANA is een multi-agent computerprogramma, gemaakt door Franz Hopper (de maker van Lyoko en vader van Aelita). XANA is de antagonist in de serie en wil er alles aan doen om de aarde te veroveren. Dat doet hij door zijn krachten te gebruiken en de aarde via de torens op Lyoko aan te vallen. Hij kan controle nemen over alles waar ook maar een beetje elektriciteit door gaat, maar ook het onder controle nemen van vogels, wespen, ratten en mensen behoren tot zijn mogelijkheden. Al kan hij wel pas mensen onder controle nemen sinds de aflevering A Great Day.
De torens die hij op Lyoko activeert, worden beschermd door zijn monsters. Deze wezens beschikken bijna allemaal over lasers waarmee ze de groep kunnen aanvallen. Alle monsters hebben dezelfde zwakke plek: het Oog van XANA. Daar geraakt worden heeft tot gevolg dat het monster wordt vernietigd. Toch is XANA niet altijd kwaadaardig, zoals te zien in de aflevering Marabounta. Alleen was dat enkel uit eigen belang omdat de Marabounta Aelita aanvalt en XANA haar nodig heeft om te kunnen ontsnappen van de supercomputer.

#### Doel
In het eerste seizoen is het XANA's doel om Aelita te vernietigen. Dat kan hij enkel als Aelita buiten een toren is omdat zijn monsters daar niet in kunnen. Hij houdt Aelita gevangen op Lyoko en activeert torens om de aarde aan te vallen zodat ze wel uit de toren moet om een andere te deactiveren. Als het op het eind van het seizoen lukt om Aelita te materialiseren blijkt het dat XANA haar heeft gekoppeld aan de supercomputer: als de supercomputer (en dus XANA) wordt uitgeschakeld, sterft Aelita.
In het tweede seizoen komen nieuwe monsters voor, waaronder de Scyphozoa. Dat monster is een van de twee die geen laser als wapen heeft. XANA maakte hem om Aelita's geheugen te kunnen stelen, zij beschikt namelijk over de sleutels van Lyoko en met die informatie kan hij ontsnappen van de supercomputer en zich verspreiden over het internet. Op het einde van het seizoen lukt hem dit.
Nu XANA is ontsnapt van de supercomputer heeft hij Lyoko niet meer nodig. Lyoko is ook een gevaar voor hem: de groep kan via Lyoko hem achterna op het internet. Daarom begint hij met het aanvallen van de core van Lyoko. Een bol dat functioneert als het hart van Lyoko. Als het wordt vernietigd, verdwijnt ook Lyoko en heeft XANA vrij spel. Als dit echter niet lukt, gebruikt hij de Scyphozoa om Aelita onder controle te nemen en de sectoren een voor een te vernietigen. Zo heeft de groep geen toegang meer tot Carthago (sector 5). Het lukt Jérémie om een programma te maken om direct naar Carthage te virtualeseren en de groep beslist om ook William in de groep op te nemen. William laat zich echter pakken door de Scyphozoa en valt onder XANAs controle. Hij laat hem Odd, Ulrich, Yumi en Aelita uitschakelen en vernietigd vervolgens de core. Carthage verdwijnt en Lyoko is volledig gewist.
Met behulp van Franz Hoppers mail vanuit het internet hebben Jérémie en Aelita Lyoko opnieuw kunnen maken. XANA ziet in dat er maar één manier is om voor goed te winnen: Franz Hopper (zijn maker) vernietigen. Aangezien Franz Hopper in de Digitale Zee is kan dit echter niet en moet hij hem eruit lokken. Dat doet hij door William - die onder XANAs controle verkeerd - Aelita in de digitale zee te laten gooien. Dit lukt hem en Franz Hopper komt uit de Digitale Zee. Door een tactische fout van XANA verliest hij de controle over William. Hij maakt een nieuw monster, de kolossus, om de Skidbladnir te vernietigen (een voertuig waarmee de groep XANA replika's kan vernietigen). Jérémie vindt eindelijk een manier op XANA te vernietigen maar de supercomputer beschikt niet over de energie dit programma te staren. Franz levert die energie maar wordt daardoor door XANA vernietigd voor Aelita's ogen. Het programma start op en XANA is vernietigd.

### Secundaire personages
- Elisabeth Delmas (Sissi) - Stem: Melise de Winter
- Hervé Pichon
- Nicolas Poliakoff
- Milly Solovieff
- Tamiya Diop
- Jim Moralés - Stem: Sander de Heer
- Suzanne Hertz
- Jean-Pierre Delmas - Stem: Jan Nonhof
- Mijnheer en mevrouw Ishiyama
- Hiroki Ishiyama
- Franz Hopper
- Michel Belpois
- Yollande Perraudin
- Rosa PetitJean

## Lyoko
Lyoko is een virtuele wereld die draaid op de supercomputer in een fabriek in de buurt van Kadic. Lyoko bestaat uit 7 sectoren. De Bos-, Woestijn-, IJs- en Bergsector hebben torens die in verbinding staan met de aarde. Sector 5, of Carthago, heeft slechts één toren. Cortex heeft torens die altijd geactiveerd zijn voor XANA's gebruik. De Digitale Zee heeft geen torens. De Vulkaansector heeft net als de andere primaire sectoren torens die in verbinding staan met de aarde. Deze sector is alleen te zien in de games. Iedere sector (behalve Carthage) heeft 1 way tower. Die toren staat in verbinding met de andere sectoren.

### Sector 1: ijssector
De ijssector, of sector 1 zoals genoemd in Mister Pück en Saint Valentine's Day, is een sector die volledig bestaat uit ijs en water. Dit is ook de enige sector die niet door XANA is vernietigd maar werd vernietigd door Aelita uit vrije wil om de supercomputer te redden. In seizoen een was er ook een gloed aan de hemel die een schaduw veroorzaakte, dat was waarschijnlijk Carthage, maar in seizoen 2 en later is die gloed weg.

### Sector 2: woestijnsector
De woestijnsector, of sector 2, is een sector die bestaat uit plateaus van zand. Er is een kleine hoeveelheid groen op de sector. XANA kan in deze sector zandstormen maken en platformen 90° laten draaien. De sector bestaat uit 2 lagen: de bovenste platformen en de onderste platformen. De bovenste platformen zijn zeer groot en de meeste torens van de sector staan hier. Megatanks, Blokken en Krabben komen hier vaak voor. De onderste laag platformen zijn klein. Deze sector werd als 2de vernietigd door XANA.

### Sector 3: bossector
De bossector bestaat uit platformen en bomen. Van seizoen 1 op seizoen 2 verandert het voorkomen van de sector ook grotendeels. Deze sector is de eerste die door XANA werd vernietigd in de aflevering Lyoko Minus One. Dit is de enige sector waar XANA ooit heeft geprobeerd torens te vernietigen, zoals in Code: Earth en Contact. Dit is ook de sector waar Jérémie de kwaadaardige Marabounta naartoe stuurde.

### Sector 4: bergsector
De bergsector is de laatste sector die werd vernietigd op Carthago na. De Bergsector is een zeer mistige plaats die bestaat uit bergen. XANA heeft deze sector een keer laten zinken in de Digitale Zee. Ook heeft hij de sector ooit helemaal onzichtbaar gemaakt. Als de groep hier van een platform springt, komen ze terecht in een ander deel van de sector, dat neemt niet weg dat ook onder deze sector een Digitale Zee ligt.

### Sector 5: Carthago
Sector 5 is de enige sector die meestal niet bij zijn naam, maar nummer wordt genoemd. Sector 5 werd ontdekt in Unchartered Territory. Deze sector is ook de thuisbais van XANA. Carthago zelf bestaat uit verschillende delen en veranderd iedere keer dat de groep er komt. Sector 5 heeft slechts één toren en bevat eveneens het hart van Lyoko. Het is niet mogelijk om direct naar sector 5 te worden gevirtualiseerd. Dit is pas mogelijk aan het einde van het derde seizoen. Dit is ook de laatste sector die wordt vernietigd door XANA met behulp van William.

### Cortex
Cortex is een replica, gemaakt door Alan Meyer in Code Lyoko Evolution. De sector bestaat uit modulaire elementen die in elkaar pluggen en zo een landschap vormen. Ieder platform beweegt naar zijn eigen wil, daardoor is de sector constant aangepast voor nieuwe vallen die XANA onder controle heeft. In Cortex zijn net als de primaire sectoren van Lyoko torens te vinden, alleen zijn deze altijd geactiveerd door XANA voor communicatie met de aarde.

### Digitale zee
De digitale zee is niet echt onderdeel van Lyoko zelf, het stelt namelijk het internet voor. De digitale zee bevindt zich onder iedere sector en rondom Carthago. Hierin vallen betekent dat de persoon wordt gedevirtualiseerd voor altijd. Het is enkel mogelijk om veilig de digitale zee in te gaan met behulp van de Skidbladnir. Via de digitale zee kan de groep ook bij de replica’s geraken die XANA heeft gemaakt. De replica's zijn kopieën van Lyoko die uit slechts één sector bestaan.

### Vulkaansector
De Vulkaansector komt niet voor in de reeks maar wel in het spel Code Lyoko: Quest for Infinity. De Vulkaansector bestaat uit verschillende vulkanen en lava. Deze sector wordt beschermd door een speciaal schild en enkel Jérémie kan ervoor zorgen dat de groep toegang heeft tot de sector. In deze sector is een enorme krater waar alle torens van de sector in staan. Het wordt de core van XANA genoemd.